# Leptataspis chloe
Leptataspis chloe är en insektsart som beskrevs av Jacobi 1921. Leptataspis chloe ingår i släktet Leptataspis och familjen spottstritar. Inga underarter finns listade i Catalogue of Life.